# Сагал Борис Львович
Сага́л Бори́с Льво́вич (англ. Boris Sagal; 18 жовтня 1923, Катеринослав, УРСР — 22 травня 1981, Портленд, США) — американський режисер кіно та телебачення.

## Біографія та творчість
Борис Львович Сагал народився 18 жовтня 1923 року в єврейській сім'ї, у місті Катеринослав Української РСР (нині Дніпро, Україна). Революція та Громадянська війна супроводжувалися масовими погромами євреїв в Україні[джерело?]. Щоб вберегтися від них[джерело?], батько Лев Сагал, на початку 20-х років, емігрував до США, маючи намір найближчим часом забрати і всю сім'ю. Але його дружина, Роза Сагал, змогла отримати дозвіл та виїхати лише у 1930 році. З матір'ю до Сполучених Штатів переїхав і наймолодший син Борис. Три його старші брати, Ісаак, Михайло та Данило, виїжджати відмовилися і реалізували себе в СРСР: Ісаак став гірником, Михайло — педагогом, Данило — актором кіно. В майбутньому Борис Сагал зі своїми братами особливих стосунків підтримувати не мав змоги і приїздив до Радянського Союзу лише один раз — тоді, зустрічаючись з Данилом, він зміг спілкуватися з ним лише через перекладача.
У США Борис Сагал навчався у Гарвардській школі права (Harvard Law School) та Школі драматичного мистецтва Єльського університету (Yale School of Drama). Кар'єру в кіно розпочав у 1950-х роках, з акторської діяльності, згодом став режисером телевізійних проектів та серіалів. Серед його робіт, зокрема, епізоди серіалів: «Ранковий театр», «Театр General Electric», «Зона сутінків», «Альфред Гічкок представляє», «Коломбо».
Свій перший художній фільм, «Правоохоронці» (The Crimebusters), Сагал зняв у 1962 році, широкому загалу став відомий за стрічкою «Людина Омега» (1971) — екранізацією роману Річарда Метісона «Я — легенда».
Режисер загинув у 1981 році в Орегоні, внаслідок нещасного випадку під час зйомок телефільму «Третя світова війна»: після висадки з гелікоптеру він, з невстановленої причини, пішов у хибному напрямку, потрапив під хвостовий гвинт і отримав тяжкі ушкодження голови та плеча. Постраждалого було доставлено до шпиталю у Портленді, зроблено операцію, втім за п'ять годин після інциденту Борис Сагал помер. Похований на Голлівудських пагорбах кладовища Форест-Лаун у Лос-Анджелесі.

## Фільмографія
У доробку Бориса Сагала, як режисера, в цілому близько чотирьохсот робіт, серед них 11 художніх і 25 телевізійних фільмів. У трьох своїх телефільмах він виступив також і у ролі продюсера. Був номінований на здобуття Премії Гільдії режисерів Америки (1970), Премії Г'юго (1971), а також мав чотири номінації Прайм-тайм премії «Еммі» (1970, 1974, 1976, 1981).
- Художні фільми

- «Правоохоронці» (1962)
- «Найвизначніший шоумен у світі: Легенда про Сесіля Б. Де Мілля», документальний (1963)
- «Дайм з ореолом» (1963)
- «Сутінки пошани» (1963)
- «Диявольські стрільці» (1965)
- «Щаслива дівчина» (1965)
- «Зроблено в Парижі» (1966)
- «Шпигуни на гелікоптерах» (1968)
- «Атака 1000 літаків» (1969)
- «Ескадрилья Москіто» (1969)
- «Людина Омега» (1971)
- «Анджела» (1978)

- Телефільми

- «Святвечір з Чарльзом Лоутоном» (1955), телефільм
- «Вбрання короля» (1960), телефільм
- «Гвинтові сходи» (1961), телефільм
- «Д. А.: Один вбивця» (1969), телефільм
- «Доля шпигуна» (1969), телефільм
- «Вбивця у кіно» (1970), телефільм
- «Пам'ять Хаузера» (1970), телефільм
- «Джгут» (1971), телефільм
- «Одружений» (1971), телефільм
- «З Реймондом інакше» (1971), телефільм
- «Опудало» (1972), телефільм
- «Позбав нас від лукавого» (1973), телефільм
- «Висунути звинувачення та засудити» (1974), телефільм
- «Найвеличніший подарунок» (1974), телефільм
- «Справа про зґвалтування» (1974), телефільм
- «Людина за межею» (1975), телефільм
- «Баржа-втікач» (1975), телефільм
- «Ті, що створюють мрії» (1975), телефільм
- «Меллорі: непрямі докази» (1976), телефільм
- «Шерлок Холмс у Нью-Йорку» (1976), телефільм
- «Айк: Роки війни» (1980), телефільм
- «Щоденник Анни Франк» (1980), телефільм
- «Цирк приїхав» (1981), телефільм
- «У випадку вбивства набирайте М» (1981), телефільм
- «Третя світова війна» (1981), телефільм

- Телесеріали

- «Ранковий театр», телесеріал — 16 епізодів, 1955—1958
- «Національний гвардієць», телесеріал — 5 епізодів, 1957—1958
- «Історії Веллз Фарго», телесеріал — 1 епізод, 1958
- «M Squad», телесеріал — 1 епізод, 1958
- «Театр Goodyear», телесеріал — 1 епізод, 1958
- «Людина з камерою», телесеріал — 1 епізод, 1958
- «Сансет-Сріп, 77», телесеріал — 1 епізод, 1958
- «За закритими дверима», телесеріал — 1 епізод, 1958
- «Майк Хаммер», телесеріал — 25 епізодів, 1958—1959
- «Янсі Деррінджер», телесеріал — 1 епізод, 1959
- «Чорне сідло», телесеріал — 1 епізод, 1959
- «Джонні Стаккато», телесеріал — 3 епізоди, 1959
- «Театр General Electric», телесеріал — 3 епізоди, 1959—1961
- «Пітер Ганн», телесеріал — 22 епізоди, 1959—1960
- «Містер Лакі», телесеріал — 6 епізодів, 1959—1960
- «Плейхаус 90», телесеріал — 1 епізод, 1960
- «Гра тижня», телесеріал — 1 епізод, 1960
- «Пригоди в раю», телесеріал — 4 епізоди, 1960—1961
- «Гонконг», телесеріал — 6 епізодів, 1960—1961
- «Оголене місто», телесеріал — 1 епізод, 1961
- «Вихід», телесеріал — 1 епізод, 1961
- «Захисники», телесеріал — 1 епізод, 1961
- «Зона сутінків», телесеріал — 2 епізоди, 1961
- «Сотня Кейна», телесеріал — 2 епізоди, 1961
- «Альфред Гічкок представляє», телесеріал — 3 епізоди, 1961—1962
- «Лікар Кілдер», телесеріал — 6 епізодів, 1961—1964
- «Комбат!», телесеріал — 1 епізод, 1962
- «Сем Бенедикт», телесеріал — 2 епізоди, 1962
- «Одинадцята година», телесеріал — 1 епізод, 1962
- «Містер Новак», телесеріал — 2 епізоди, 1963
- «Подорожі Джеймі МакФітерза», телесеріал — 5 епізодів, 1963—1964
- «Людина на ймення Шенандоа», телесеріал — 1 епізод, 1965
- «Напередодні вечора», телесеріал — 1 епізод, 1966
- «T.H.E. Cat», телесеріал — 8 епізодів, 1966—1967
- «Людина з U.N.C.L.E.», телесеріал — 2 епізоди, 1967
- «Данді та Калхейн», телесеріал — 1 епізод, 1967
- «Година Денні Томаса», телесеріал — 1 епізод, 1967
- «Сімаррон Стріп», телесеріал — 1 епізод, 1967
- «Захисник Джадд», телесеріал — 7 епізодів, 1967—1969
- «Нічна галерея», телесеріал — 1 епізод, 1969
- «Медичний центр», телесеріал — 1 епізод, 1969
- «Назва гри», телесеріал — 1 епізод, 1970
- «Міжнародний аеропорт Сан-Франциско», телесеріал — 1 епізод, 1970
- «МакКлауд», телесеріал — 1 епізод, 1971
- «The D.A.», телесеріал — декілька епізодів, 1971
- «Коломбо», телесеріал — 2 епізоди, 1972—1973
- «Мадіган», телесеріал — 2 епізоди, 1973
- «Айронсайд», телесеріал — 2 епізоди, 1974
- «Сестри Снуп», телесеріал — 1 епізод, 1974
- «Гриф», телесеріал — 1 епізод, 1975
- «Троє на дорозі», телесеріал — 1 епізод, 1975
- «Орегонська стежка», телесеріал — 1 епізод, 1976
- «Багатий, бідний», міні-серіал — 4 епізоди, 1976
- «Міняйли Артура Хейлі» (1976), міні-серіал
- «Край пробуджених надій», міні-серіал — 3 епізоди, 1978
- «Місіс Коломбо», телесеріал — 1 епізод, 1979
- «Айк» (1979), міні-серіал
- «Масада», міні-серіал — 4 епізоди, 1981

## Родина
Борис Сагал був одружений двічі. Його перша дружина, продюсер та співачка Сара Мейкон (Sara Macon), з якою вони побралися 1952 року та мали п'ятьох дітей, у 1975 передчасно померла. Вдруге Сагал одружився у 1977 році — з американською актрисою та хореографом Мардж Чемпіон (Marge Champion), був з нею у шлюбі до своєї смерті, дітей не мав.
Всі діти Бориса Сагала пов'язали своє життя з кіно та телебаченням:
- Кеті Сагал (нар. 1954) — американської акторка та співачка
- Джо Сагал (нар. 1957) — американський актор
- Девід Сагал — старший віцепрезидент, головний юрист кінокомпанії «Warner Brothers»
- Джин Сагал (нар. 1961) — американська телевізійна акторка та режисер
- Ліз Сагал (нар. 1961) — американська телевізійна акторка, сценарист та монтажер

Рідний брат Бориса Львовича, Данило Сагал (1909—2002) — відомий радянський та російський актор, Народний артист Росії.